# Borosenske
Borosenske (ukrainisch Борозенське; russisch Борозенское/Borosenskoje) ist ein Dorf im Süden der Ukraine, etwa 86 Kilometer nordöstlich der Oblasthauptstadt Cherson gelegen.
Der Ort wurde in der 2. Hälfte des 19. Jahrhunderts als Klosterdorf gegründet.
Im Verlauf des russischen Überfalls auf die Ukraine wurde der Ort im März 2022 durch russische Truppen besetzt und konnte am 11. November 2022 wieder durch ukrainische Truppen zurückerobert werden.

## Verwaltungsgliederung
Am 4. April 2017 wurde das Dorf zum Zentrum der neugegründeten Landgemeinde Borosenske (Борозенська сільська громада/Borosenska silska hromada). Zu dieser zählen auch noch die 9 in der untenstehenden Tabelle aufgelisteten Dörfer, bis dahin bildete es zusammen mit den Dörfern Kutscherske, Pjatychatky und Sadok die gleichnamige Landratsgemeinde Borosenske (Борозенська сільська рада/Borosenska silska rada) im Südosten des Rajons Welyka Oleksandriwka.
Seit dem 17. Juli 2020 ist sie ein Teil des Rajons Beryslaw.
Folgende Orte sind neben dem Hauptort Borosenske Teil der Gemeinde:
| Name                     | Name           | Name                            |
| ukrainisch transkribiert | ukrainisch     | russisch                        |
| ------------------------ | -------------- | ------------------------------- |
| Dmytrenka                | Дмитренка      | Дмитренко (Dmitrenko)           |
| Kostomarowe              | Костомарове    | Костомарово (Kostomarowo)       |
| Krasnosilske             | Красносільське | Красносельское (Krasnoselskoje) |
| Kutscherske              | Кучерське      | Кучерское (Kutscherskoje)       |
| Nowa Kuban               | Нова Кубань    | Новая Кубань (Nowaja Kuban)     |
| Pjatychatky              | П’ятихатки     | Пятихатки (Pjatichatki)         |
| Sadok                    | Садок          | Садок                           |
| Staryzja                 | Стариця        | Старица (Stariza)               |
| Tschariwne               | Чарівне        | Чаривное (Tschariwnoje)         |